# Metropolitanato de Heliópolis y Tira

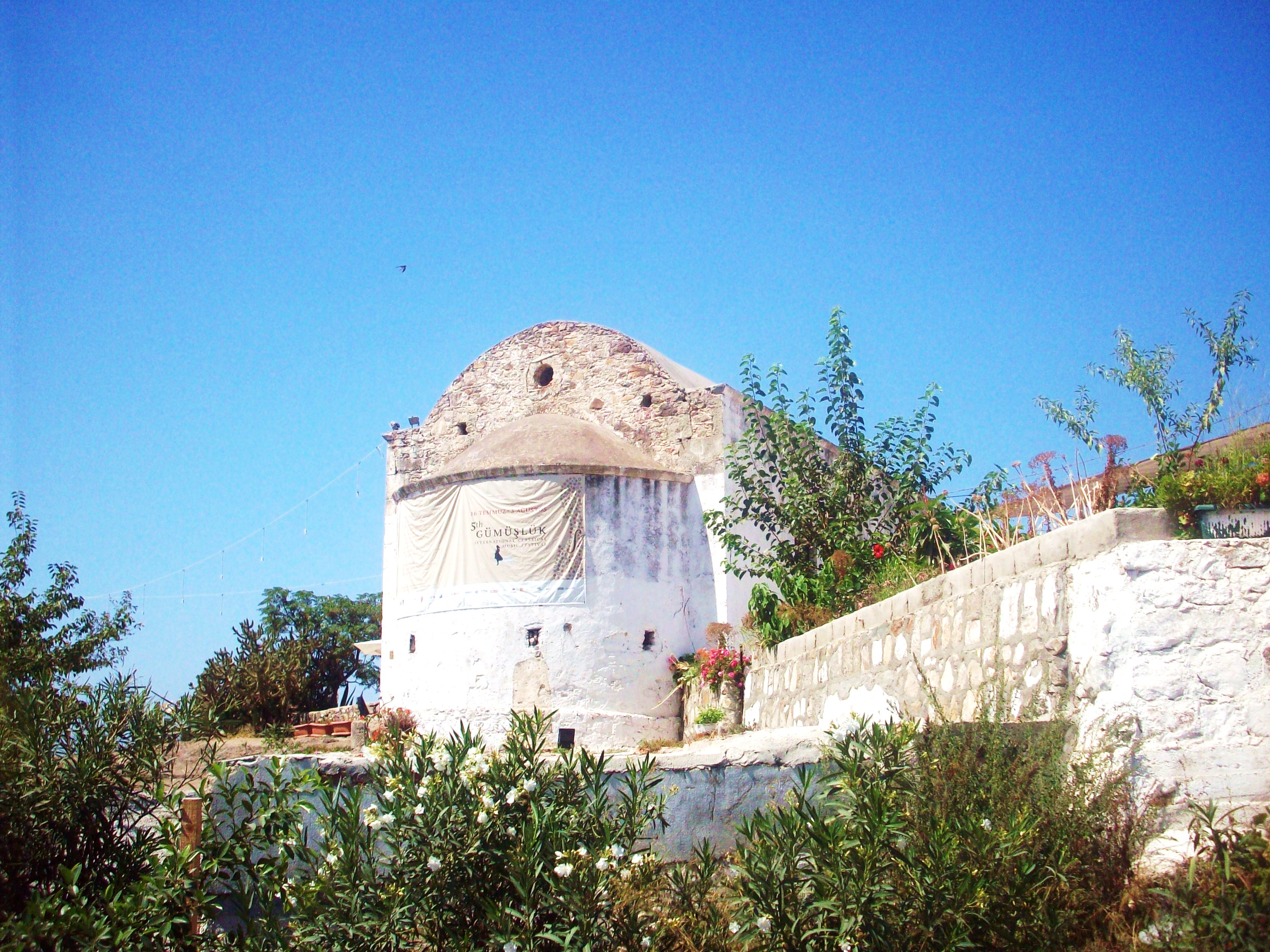
Antigua iglesia ortodoxa en Gumusluk cerca de Bodrum.

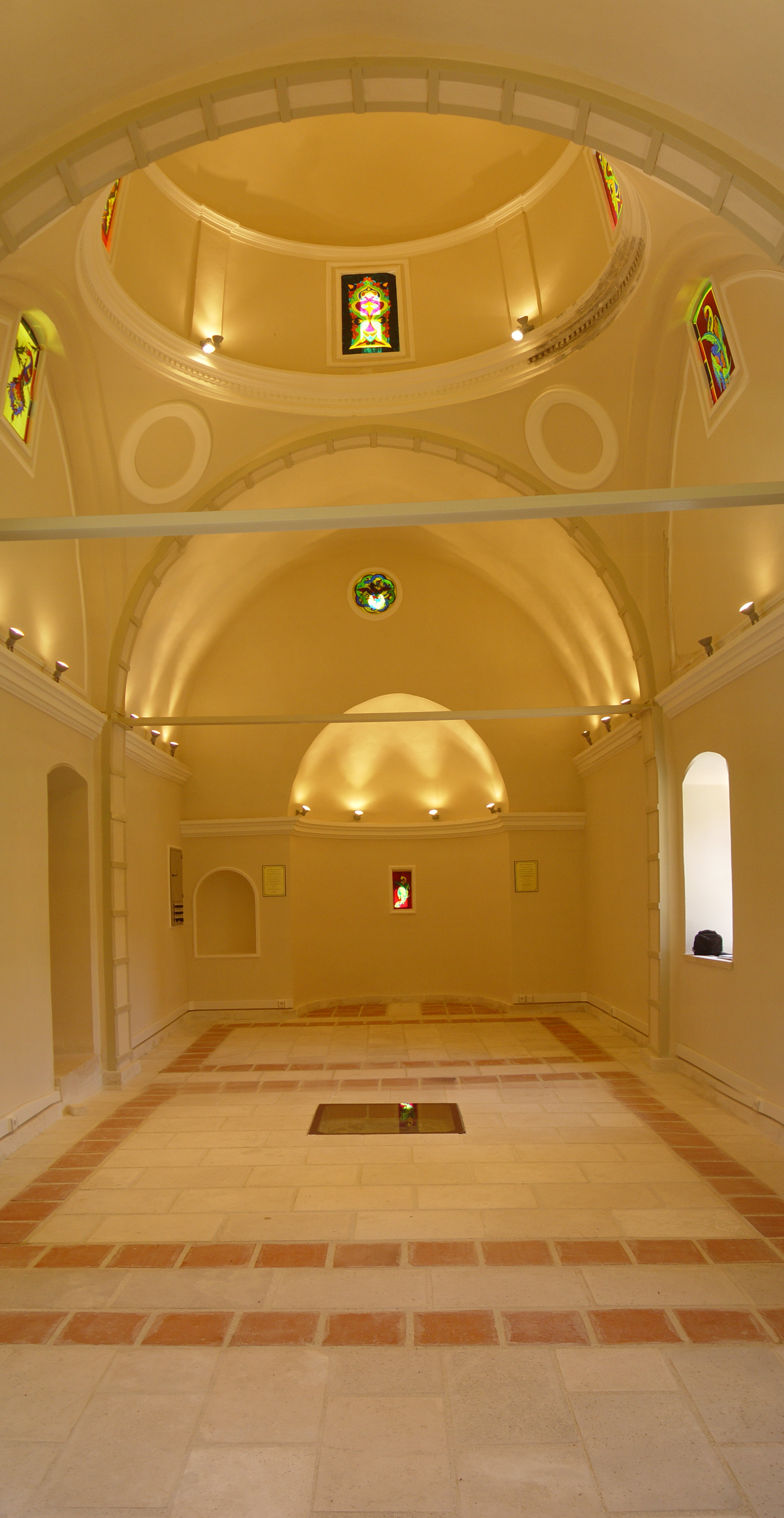
Iglesia ortodoxa convertida en mezquita en Aydın.

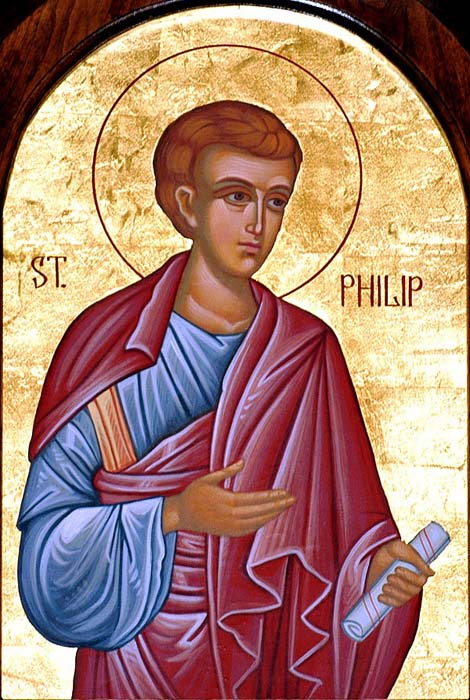
Felipe el Diácono.

El metropolitanato de Heliópolis y Tira (o de Ilióupolis) (en griego: Ιερά Μητρόπολη Ηλιουπόλεως και Θείρων) es una diócesis vacante de la Iglesia ortodoxa perteneciente al patriarcado de Constantinopla, cuya sede estaba en Trales, Heliópolis o Ilióupolis (la actual Aydın) en Turquía. Su titular llevaba el título de metropolitano de Heliópolis y Tira, el más honorable ('hipertimos') y exarca de Lidia y toda Caria (en griego: Ο Ηλιουπόλεως και Θείρων, υπέρτιμος και έξαρχος Λυδίας και πάσης Καρίας). Es una antigua sede metropolitana de la provincia romana de Lidia en la diócesis civil del Ponto y en el patriarcado de Constantinopla.

## Territorio
El territorio del metropolitanato se encuentra entre las provincias de Aydın, Esmirna, Denizli y Muğla. El área del metropolitanato limita al norte con los metropolitanatos de Anea (sección Notion), Éfeso, Filadelfia y Sardes; al este con el metropolitanato de Filadelfia; al sur con el metropolitanato de Pisidia; y al oeste con los metropolitanatos de Krini (sección Metrópolis), Anea (ambas secciones), Éfeso (sección Nueva Éfeso) y con el mar Egeo.
Además de Aydın, otras localidades del metropolitanato son: Ödemiş, Bayındır, Tavas, Milas, Bodrum y Muğla. Las ruinas de Éfeso (actual Selçuk) se hallan dentro del territorio del metropolitanato.

## Historia
Trales era la sede de una antigua comunidad cristiana, que se remonta a los albores del cristianismo. La tradición coloca a Felipe el Diácono como el primer obispo, uno de los siete diáconos de la Iglesia de Jerusalén, cuya institución se cuenta en el libro de los Hechos de los Apóstoles (6,1-6 y 8,26-40). La comunidad recibió una de las cartas escritas por Ignacio de Antioquía, donde se menciona al obispo Polibio.
El Concilio de Nicea I en 325 aprobó la ya existente organización eclesiástica según la cual el obispo de la capital de una provincia romana (el obispo metropolitano) tenía cierta autoridad sobre los otros obispos de la provincia (sufragáneos), utilizando por primera vez en sus cánones 4 y 6 el nombre metropolitano. Quedó así reconocido el metropolitanato de Éfeso en la provincia romana de Asia, siendo Trales una de sus diócesis sufragáneas. El canon 6 reconoció las antiguas costumbres de jurisdicción de los obispos de Alejandría, Roma y Antioquía sobre sus provincias, aunque no mencionó a Cesarea, su metropolitano también encabezaba de la misma manera a los obispos de la diócesis civil de Capadocia como exarca del Ponto, entre ellos al de Éfeso. El canon 28 del Concilio de Calcedonia en 451 pasó al patriarca de Constantinopla las prerrogativas del exarca del Ponto, por lo que el metropolitanato de Éfeso y sus diócesis sufragáneas pasaron a ser parte del patriarcado.
La diócesis está documentada en las Notitiae Episcopatuum del patriarcado de Constantinopla hasta el siglo XII.
El primer obispo históricamente atestiguado es Heracleón, quien participó en el Concilio de Éfeso en 431. Otros obispos son conocidos por su participación en los concilios ecuménicos de la antigüedad y las otras grandes reuniones del primer milenio: Máximo (449 y 451), Mirón (692), Teofilacto (787), Teofanes (869) y Teofisto o Teopistos (879).
Las fuentes literarias han transmitido los nombres de otros tres obispos. Un corpus de cartas, consideradas apócrifas, dirigidas a Pedro, obispo monofisita de Antioquía, también contiene una carta de Asclepiades, obispo de Trales de Asia, para reprender a Pedro de haber añadido al Trisagio la fórmula teopaschita. Entre los obispos monofisitas consagrados por Jacobo Baradeo con motivo de su paso por Asia circa 558 también aparece el obispo Pedro de Trales. En la vida de san Lázaro Galesiotés se hace mención de un obispo anónimo de Trales (siglo XI), que en esa ocasión también ocupó el cargo de ecónomo de la sede metropolitana de Éfeso.
Numerosos son los obispos conocidos de Trales gracias a la existencia de sus sellos episcopales, que nos dan a conocer los nombres de León, Miguel, Teofilacto II, Nicolás y Nicéforo, atestiguados entre los siglos IX y XII. Los dos últimos obispos son Teodoro y Juan, quienes participaron en los sínodos provinciales convocados por los metropolitanos efesios en 1167, 1216 y 1230.
Trales fue ocupada por los selyúcidas del Sultanato de Rum circa 1085 y retomada por los bizantinos en 1097. El emperador Andrónico II Paleólogo reconstruyó las fortificaciones de la ciudad y la renombró Andronicópolis en 1280. Sin embargo, Trales fue conquistada por el Beylicato de Menteşe en 1284, quienes destruyeron la ciudad, masacraron a la población y 20 000 habitantes fueron vendidos como esclavos. La ciudad fue renombrada Güzelhisar, pero a partir de este momento se la conoce en las fuentes griegas con el nombre de Heliópolis o Iliópolis y en las turcas como Aydın. Fue conquistada por los aydínidas en 1307, que la hicieron capital del Beylicato de Aydın. Fue conquistada por los otomanos en 1390, pero en 1204 fue tomada por Tamerlán, quien la entregó al renacido Beylicato de Aydın. Pasó de nuevo al Imperio otomano en 1424. La diócesis de Trales desapareció luego de la ocupación turca.
En julio de 1774 el patriarcado estableció una nueva diócesis, sufragánea de Éfeso, con el nombre de Heliópolis y Tiatira (aunque Tiatira, la actual Akhisar no estaba incluida en su territorio), que fue promovida al rango de sede metropolitana en diciembre de 1901. Poco después el nombre fue corregido a Heliópolis y Tira, siendo Tira una localidad de la provincia de Esmirna. El nombre Tiatira fue usado el 6 de abril de 1922 para la arquidiócesis de Tiatira y Gran Bretaña. 
En mayo de 1919 el área al norte del río Meandro fue ocupada por el ejército griego, incluyendo Aydın el 14 de mayo de 1919. El área al sur del río fue ocupada por Italia, con Bodrum cayendo el 28 de abril de 1919, pero en abril de 1921 se retiraron dejándola en manos turcas. La metrópolis de Heliópolis y Tira fue suprimida de facto tras la derrota del ejército griego en agosto de 1922 y la reocupación de la ciudad en ruinas el 7 de septiembre de 1922. Todos los griegos que habitaban la región murieron o fueron evacuados cuando llegó el ejército turco. Tras el Tratado de Lausana, para poner fin a la guerra greco-turca, se implementó un intercambio de poblaciones entre Grecia y Turquía en 1923 que condujo a la extinción completa de la presencia cristiana ortodoxa en el territorio del metropolitanato de Heliópolis y Tira.

## Cronología de los obispos
- San Felipe el Diácono † (siglo I)
- Polibio † (mencionado en torno a 107)
- Heracleón † (mencionado en 431) (participó en el Concilio de Éfeso)
- Máximo † (antes de 449-después de 451)[8]
- Asclepiades † (seconda metà del siglo V)
- Uranio ? † (mencionado en 553)[9]
  - Pedro † (circa 558/566) (obispo monofisita)
- Mirón † (mencionado en 692)
- Teofilacto I † (mencionado en 787)
- León † (siglo IX)
- Teofanes † (mencionado en 869)
- Teofisto (o Teopisto) † (mencionado en 879)
- Anónimo † (siglo XI)
- Miguel † (siglo XI)
- Teofilacto II † (segunda mitad del siglo XI)
- Nicolás † (segunda mitad del siglo XI)
- Nicéforo † (circa siglo XI/siglo XII)
- Teodoro † (mencionado en 1167)
- Juan † (antes de 1216-después de 1230)

(...)
- Gerásimo † (13 de julio de 1774-enero de 1777 falleció)
- Leoncio † (enero de 1777-1803 falleció)
- Calínico † (julio de 1803-1811? falleció?)
- Antimo I (Komninos) † (febrero de 1811-30 de julio de 1821 suspendido)
- Teodosio † (30 de julio de 1821-octubre de 1821 renunció)
- Juanicio † (octubre de 1821-1841 falleció)
- Antimo II (Likaris) † (septiembre de 1841-3 de enero de 1851) (trasladado al metropolitanato de Esmirna)
- Dionisio † (3 de enero de 1851-1877 renunció)
- Tarasio (Vasiliu) † (19 de febrero de 1877-12 de agosto de 1910 falleció?) (promovido a metropolitano en diciembre de 1901)
- Panareto (Petridis) † (12 de agosto de 1910-21 de junio de 1912) (trasladado al metropolitanato de Imbros y Ténedos)
- Esmaragdo (Hajiefstatiu) † (21 de junio de 1912-14 de octubre de 1924) (trasladado al metropolitanato de Goumenissa)
- Genadio (Arambadzoglus) † (29 de enero de 1925-14 de marzo de 1956 falleció)
- Melitón (Hadzis) † (19 de febrero de 1963-25 de octubre de 1966) (trasladado al metropolitanato de Calcedonia)
- Poliucto (Finfinis) † (25 de junio de 1968-12 de agosto de 1969) (trasladado a Suecia)
- Apóstol (Dimelis) † (15 de noviembre de 1977-5 de mayo de 1988) (trasladado al metropolitanato de Rodas)
- Atanasio (Papas) † (2 de octubre de 1990-21 de marzo de 2008) (trasladado al metropolitanato de Calcedonia)
- Crisóstomo (Mavroiannopoulos) † (desde el 10 de julio de 2019)